# Шпани, Каролин
Каролин Шпани (нем. Caroline Spahni, 4 мая 1982, Биль) — швейцарская бобслеистка, разгоняющая, выступает за сборную Швейцарии с 2004 года. Участница зимних Олимпийских игр в Ванкувере, неоднократная победительница и призёрша национальных первенств, различных этапов Кубка мира и Европы.

## Биография
Каролин Шпани родилась 4 мая 1982 года в городе Биль, кантон Берн. Активно занималась спортом уже с юных лет, в бобслей перешла в 2004 году, вскоре присоединилась к национальной сборной и стала принимать участие в крупнейших международных стартах, показывая при этом довольно неплохие результаты. В декабре дебютировала в Кубке мира, на трассе немецкого Альтенберга пришла к финишу двадцать седьмой. Затем в карьере спортсменки наступил некоторый спад, в течение трёх лет она не могла пробиться в основной состав швейцарской команды и вынуждена была выступать на менее значимых второстепенных соревнованиях вроде Кубка Европы.
Возвращение в элиту мирового бобслея для Шпани произошло в 2008 году, когда она стала разгонять боб перспективной рулевой Сабины Хафнер, вдвоём на кубковых этапах они почти всегда попадали в двадцатку сильнейших, а в некоторых отдельных случаях даже были в десятке. Например, в январе 2010 года на домашнем этапе в Санкт-Морице добрались до шестой позиции зачёта женских двоек. Благодаря череде удачных выступлений Каролин Шпани удостоилась права защищать честь страны на зимних Олимпийских играх в Ванкувере, где в паре с Хафнер заняла в программе двухместных экипажей двенадцатую строку. После Олимпиады продолжила выступать на высоком уровне, так, приняла участие в заездах чемпионата мира 2011 года в Кёнигсзее, где со своей двойкой была седьмой. Также добавила в послужной несколько медалей с европейского кубка.